# Таскола (округ)
Таско́ла (англ. Tuscola County) — округ в штате Мичиган, США. Официально образован 1 апреля 1840 года. По состоянию на 2010 год, численность населения составляла 55 729 человек.

## География
По данным Бюро переписи США, общая площадь округа равняется 2 367,262 км2, из которых 2 079,772 км2 — суша и 287,490 км2, или 12,000 %, — это водоёмы.

## Население
По данным переписи населения 2010 года в округе проживает 55 729 жителей в составе 21 590 домашних хозяйств и 15 423 семей. Плотность населения составляет 26,80 человек на км2. На территории округа насчитывается 24 451 жилых строений, при плотности застройки около 11,70-ти строений на км2. Расовый состав населения: белые — 96,10 %, афроамериканцы — 1,10 %, коренные американцы (индейцы) — 0,50 %, азиаты — 0,30 %, гавайцы — 0,00 %, представители других рас — 0,70 %, представители двух или более рас — 1,20 %. Испаноязычные составляли 2,80 % населения независимо от расы.
В составе 30,90 % из общего числа домашних хозяйств проживают дети в возрасте до 18 лет, 56,50 % домашних хозяйств представляют собой супружеские пары, проживающие вместе, 9,90 % домашних хозяйств представляют собой одиноких женщин без супруга, 28,60 % домашних хозяйств не имеют отношения к семьям, 24,00 % домашних хозяйств состоят из одного человека. Средний размер домашнего хозяйства составляет 2,52 человека, и средний размер семьи — 2,97 человека.
Возрастной состав округа: 23,50 % моложе 18 лет, 7,90 % от 18 до 24, 23,00 % от 25 до 44, 29,80 % от 45 до 64 и 29,80 % от 65 и старше. Средний возраст жителя округа — 42 лет. На каждые 100 женщин приходится 100,60 мужчин. На каждые 100 женщин старше 18 лет приходится 98,60 мужчин.
Средний доход на домохозяйство в округе составлял 40 839 USD, на семью — 49 274 USD. Среднестатистический заработок мужчины был 28 288 USD против 15 314 USD для женщины. Доход на душу населения составлял 19 470 USD. Около 1,70 % семей и 17,20 % общего населения находились ниже черты бедности, в том числе — 23,00 % молодёжи (тех, кому ещё не исполнилось 18 лет) и 11,00 % тех, кому было уже больше 65 лет.